# Maunu (Finland)
Maunu (Samisch: Mavdna) is een dorpje binnen de Finse gemeente Enontekiö. Het dorp ligt langs de Europese weg 8 en ook de Könkämärivier. Het dorp bestaat uit een aantal verspreide huizen langs de rivier en is daarom niet herkenbaar als bewoond gebied. Het is de Finse tegenhanger van het Zweedse Maunu aan de overzijde van de rivier. Tussen beide dorpen is geen vaste verbinding, behalve in de winter als de rivier bevroren (gemiddeld 4 maanden per jaar).
Hoofdplaats: Hetta

Dorpen: Äijäjoki · Jatuni · Kaaresuvanto · Kantola · Kelottijärvi · Ketomella · Kilpisjärvi · Kultima · Kuttanen · Leppäjärvi · Luspa · Markkina · Maunu · Muotkajärvi · Näkkälä · Nartteli · Nunnanen · Palojärvi · Palojoensuu · Pättikkä · Peltovuoma · Pousujärvi · Raittijärvi · Ropinsalmi · Saarikoski · Saivomuotka · Sonkamuotka · Vähäniva · Vuontisjärvi · Ylikyrö

Aanduiding: Kivilompolo